# Młyn pływający
Młyn pływający – specyficzna forma młyna wodnego, którego budowla nie jest osadzona na lądzie (lub np. na palach przy brzegu cieku wodnego), lecz na obiekcie pływającym, przycumowanym do brzegu, mostu lub pali wbitych w dno. W młynach pływających stosowane być mogło jedynie najmniej wydajne koło wodne podsiębierne.

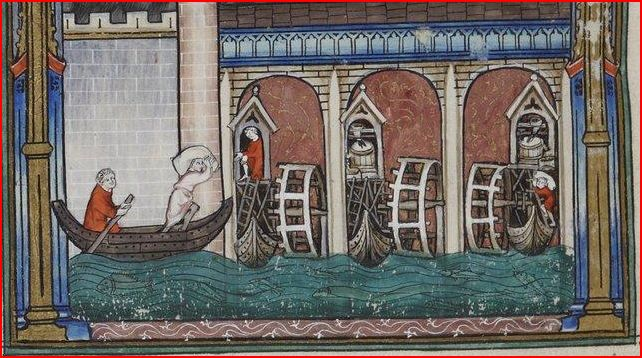
Młyny pływające zacumowane pod mostem na Sekwanie w Paryżu, ok. 1310 r.

Młyny pływające budowano na dużych rzekach o niewielkim spadku, powolnym nurcie i niskich (często podmokłych) brzegach, zagrożonych zwykle zalewaniem w okresach corocznych wezbrań. Wznoszono je przeważnie w rejonach o cieplejszym klimacie, gdzie kra na rzekach nie występowała lub była na tyle cienka, że nie stanowiła wielkiego zagrożenia dla takich młynów. Sytuowano je najchętniej w tych miejscach cieku wodnego, gdzie prędkość nurtu była największa, a więc w przewężeniach czy pod mostami. Budowla młyna (młynica) pierwotnie sytuowana była na odpowiednio szerokiej łodzi, zaś koło wodne u jej burty. Takie młyny funkcjonowały w średniowieczu m.in. pod mostami Paryża na Sekwanie. Czasem dwa (dla równowagi) koła młyńskie montowano po obu bokach łodzi. Z czasem rozpowszechnił się zespół dwóch pływaków w postaci tratw, płaskodennych łodzi lub pontonów. Najczęściej stosowano zestaw dwóch sztywno połączonych łodzi usytuowanych równolegle w pewnej odległości od siebie z kołem młyńskim pomiędzy nimi. 

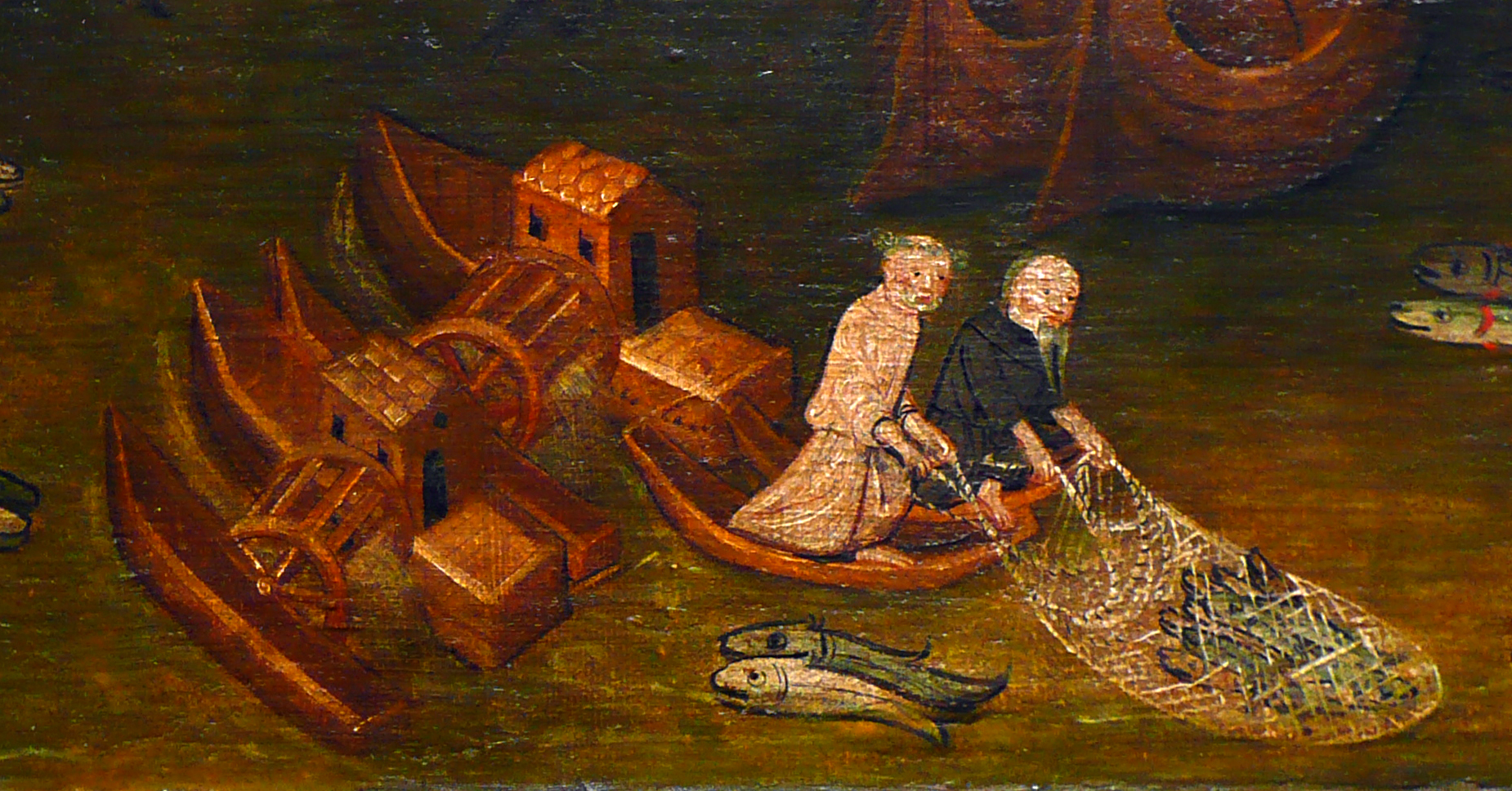
Młyny pływające na Renie w Kolonii, ok. 1411 r.

Z ok. 35 r. p.n.e. pochodzi konstrukcja młyna pływającego z kołem podsiębiernym, opisana przez Witruwiusza. Prokopiusz z Cezarei w Palestynie w swej „Historii wojen”, toczonych przez Belizariusza za czasów panowania Justyniana I, wspomina pod rokiem 537 Bizantyjczyka nieznanego imienia, który skonstruował „młyn okrętowy”, w którym pomiędzy dwoma łodziami, umocowanymi na linach, zawieszone było podsiębierne koło wodne poruszające dwa młyny.+
Młyny pływające, budowane wg opisu Prokopiusza, rozpowszechniły się później na wielu rzekach średniowiecznej Europy. Urządzenia takie funkcjonowały np. w Kolonii na Renie w latach 1158, 1276 i 1380. Funkcjonowały one też powszechnie na innych rzekach niemieckich. W XVI w. tylko na samej Łabie działały 534 takie młyny. Ostatni z nich, znajdujący się w Düben, istniał jeszcze w pierwszych latach po II wojnie światowej. Młynów tych musiało być w tym miejscu więcej, gdyż Düben do dziś ma w herbie koło młyńskie.

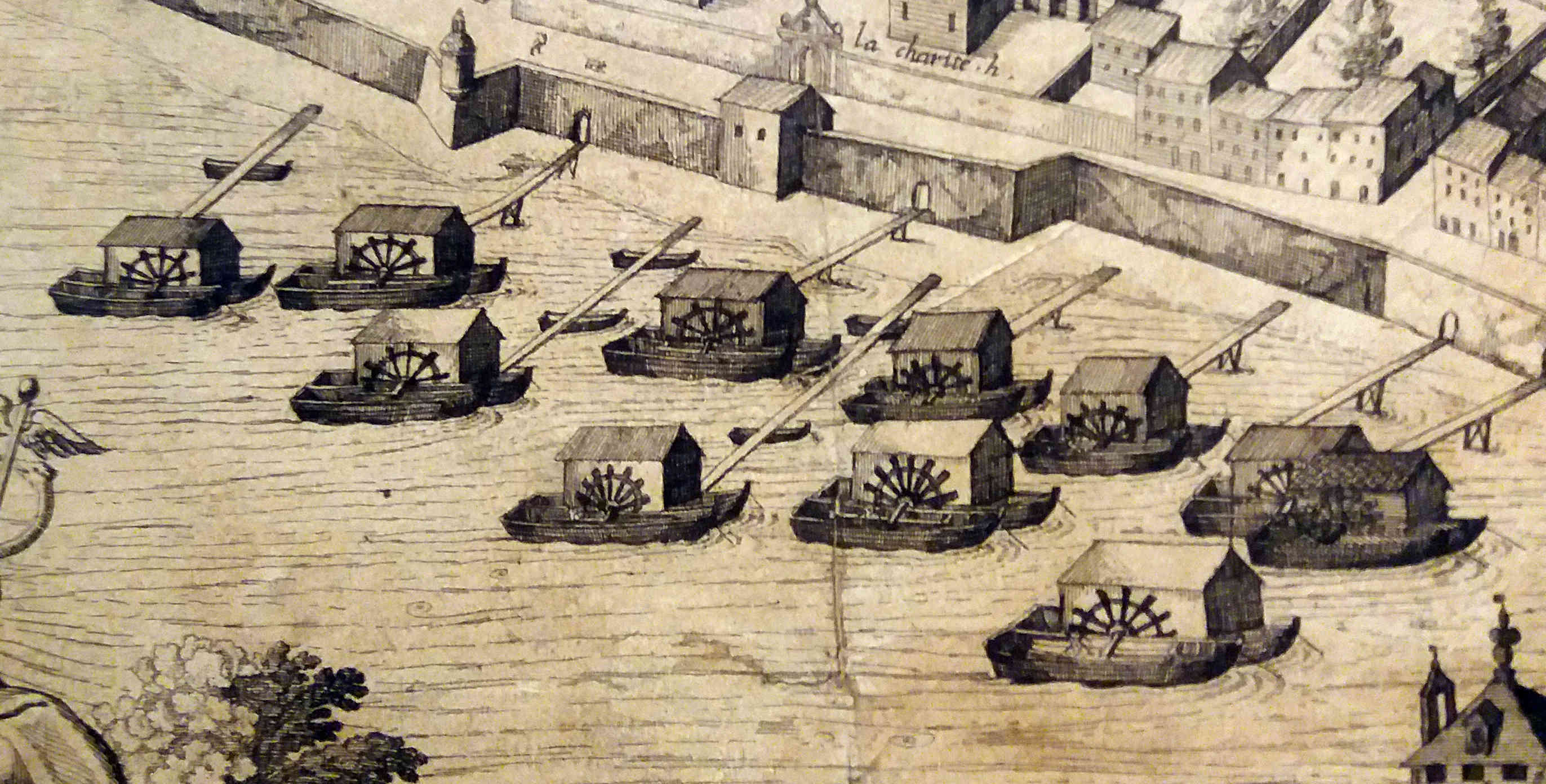
Młyny pływające na Rodanie w Lyonie (Simon Maupin, 1625)

W XVII i XVIII w. we Francji pływające młyny pracowały m.in. na Sekwanie, Loarze, Garonnie i na Rodanie. Na tej drugiej, w samym tylko Orleanie, w 1785 r. funkcjonowało 14 takich urządzeń. Na Garonnie w Bordeaux, podczas wizytacji w 1783 r., stwierdzono 22 młyny pływające, z których jedynie 8 miało stałe usytuowanie, natomiast 10 innych stanowiło przeszkodę dla żeglugi.
Na terenie dzisiejszych Włoch młyny pływające istniały zapewne nieprzerwanie od czasów rzymskich. Co najmniej od X w. młyny takie działały na rzekach Brenta i Bacchiglione w Padwie. Pod pięcioma przęsłami antycznego mostu Ponte Molino na Bacchiglione 33 koła wodne funkcjonowały do 1883 r., kiedy to prawie wszystkie młyny zostały zniszczone przez wielką powódź. Ostatni z nich został rozebrany w 1912 r.
Pierwsza wzmianka o młynach pływających na rzece Pad pochodzi z 851 r. Jeszcze w początkach XX w. młyny pływające, montowane na dwóch łodziach połączonych w formę katamaranu, funkcjonowały powszechnie na tej największej rzece Italii. W 1902 r. Komisja Żeglugi Wewnętrznej Doliny Padu (La Commissione della Navigazione Interna nella Valle del Po) posiadała w swych rejestrach 266 młynów pływających, z czego najwięcej (92) w rejonie Modeny. Część z nich działała jeszcze na początku lat 40. XX w. Ostatni młyn pływający w dolinie Padu, usytuowany powyżej miejscowości Bergantino, został zniszczony w trakcie nalotu alianckiego 2 stycznia 1945 r.
Najstarszym świadectwem istnienia młynów pływających na Adydze (w pobliżu Werony) jest dokument z 905 r., w którym król Berengar I z Friulu nadaje diakonowi Janowi, przyszłemu biskupowi Pawii, trzy miejsca na młyny na tejże rzece. W 1480 r. dokumenty potwierdzają istnienie 7 młynów pływających między miejscowościami Boara Polesine, Lusia i Concadirame, natomiast sto lat później (w 1584 r.) notują ich już 52. W I połowie XIX w. w czasach Królestwa Lombardzko-Weneckiego młyny pływające podlegały rygorystycznym przepisom, określającym m.in. takie ich usytuowanie na rzece, by nie niszczyły brzegów ani nie stanowiły przeszkody w żegludze.

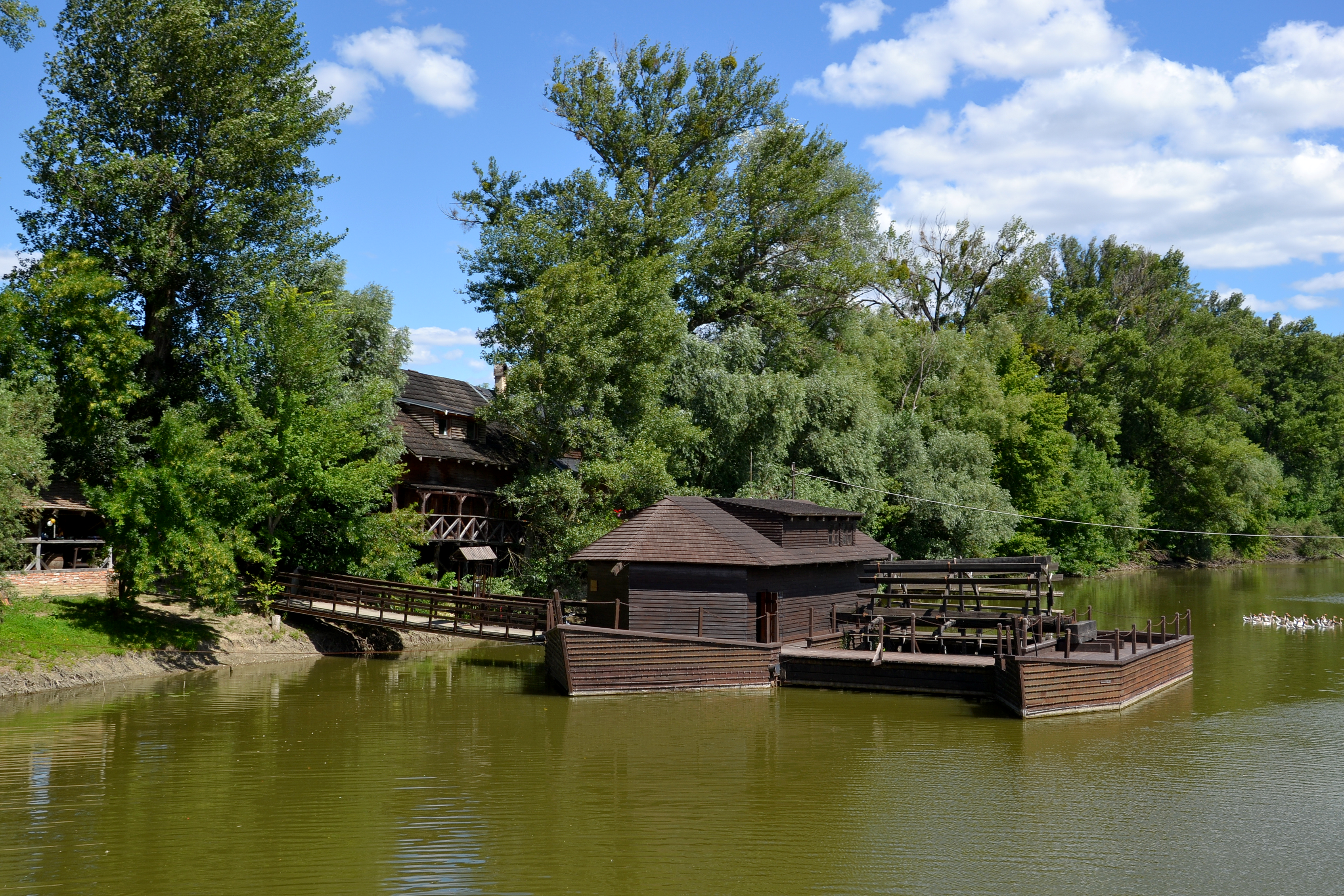
Młyn pływający (rekonstrukcja) w Kolárovie

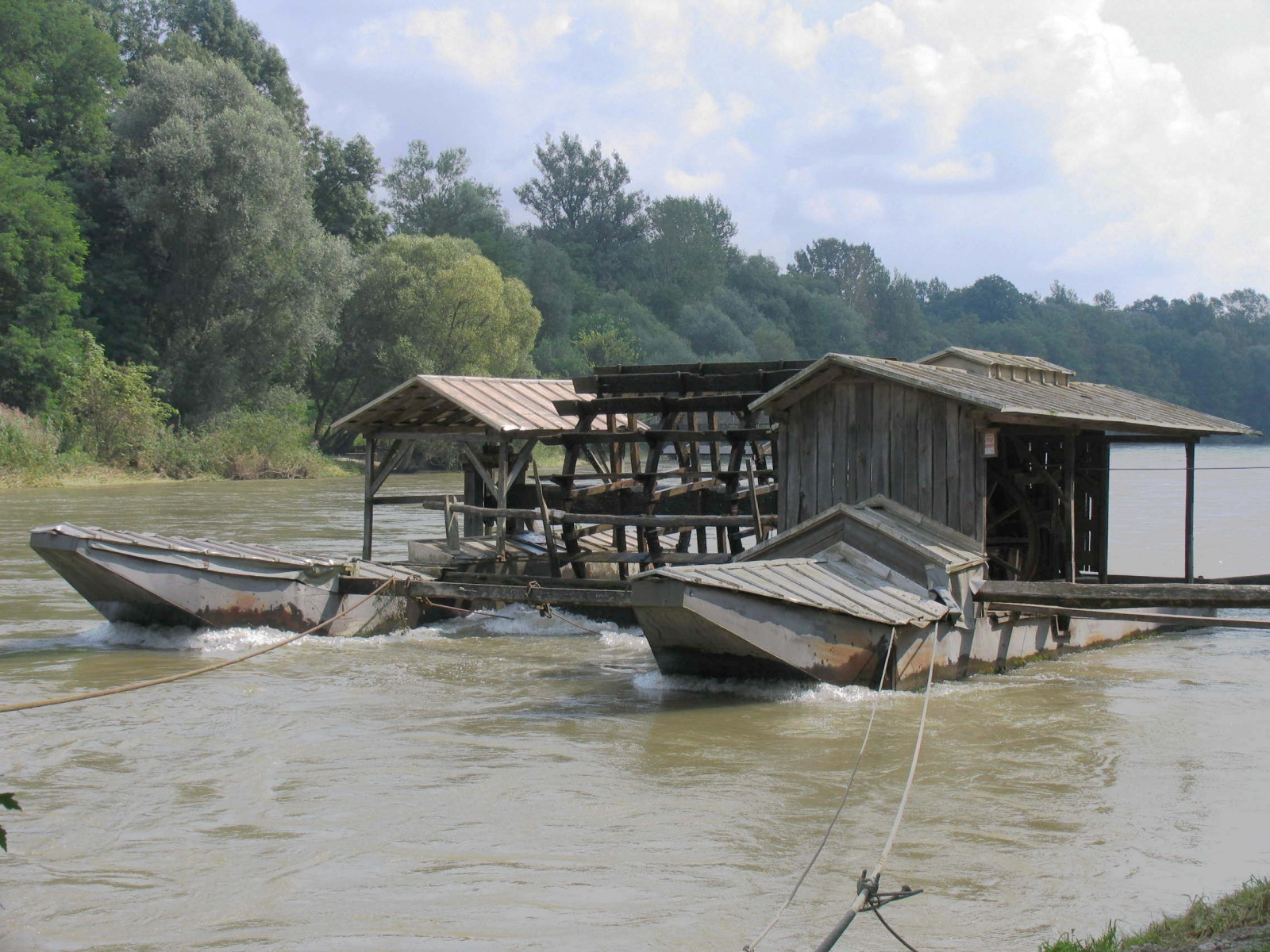
Młyn pływający na rzece Mura niedaleko Veržej w Słowenii

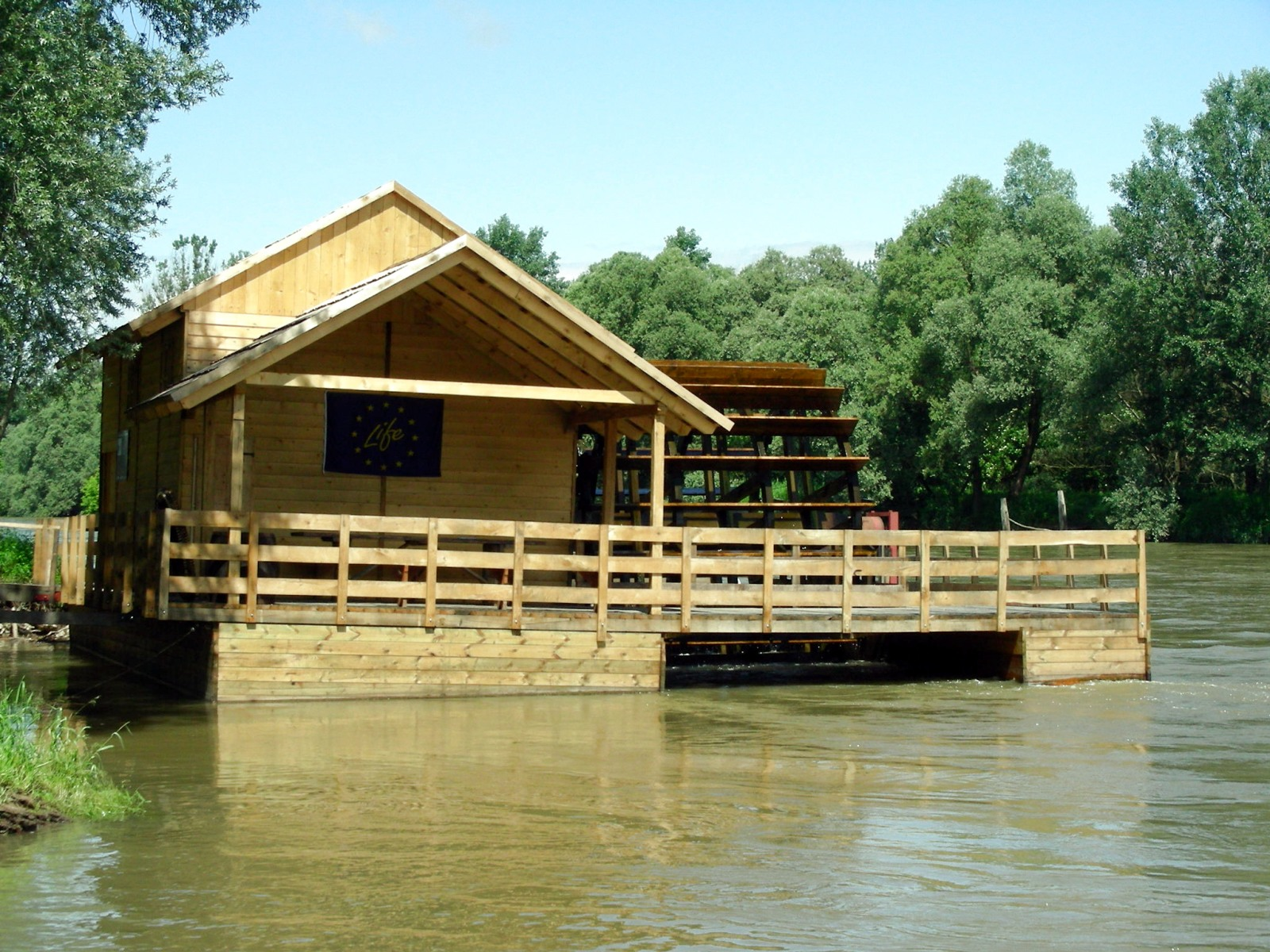
Współczesna replika młyna pływającego na rzece Mura w miejscowości Mursko Središće w Chorwacji

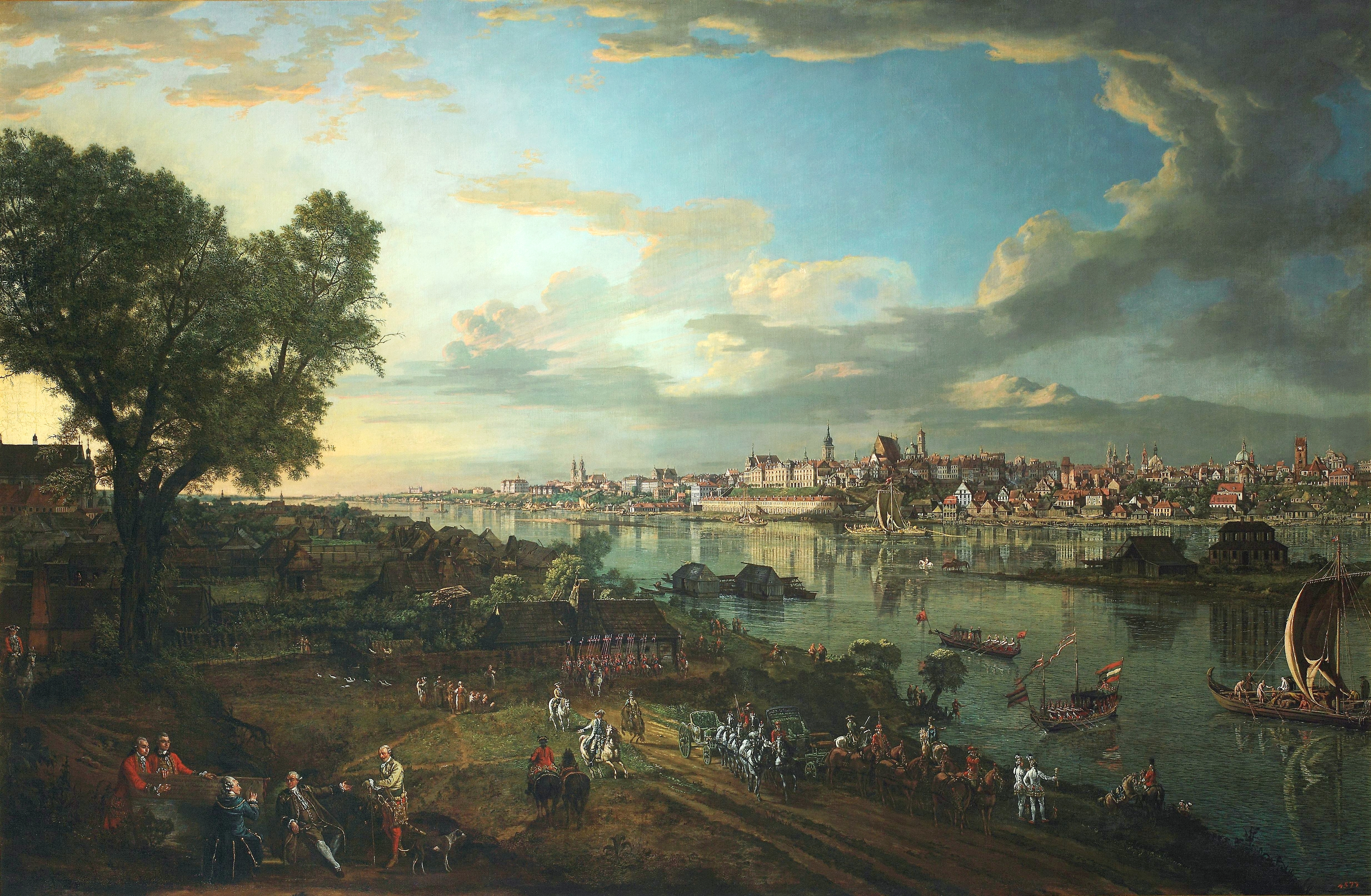
Widok Warszawy od strony Pragi (1770, olej na płótnie)

Wiele pływających młynów istniało w środkowym biegu Dunaju, na samej rzece lub Małym Dunaju. Po zakazie użytkowania takich młynów jako stanowiących przeszkodę dla żeglugi, wydanym w końcu XVIII w., wiele z nich zniknęło, inne zostały przeniesione na mniejsze cieki wodne lub przebudowane na młyny stacjonarne. Ostatni młyn pływający na Dunaju, w miejscowości Kolárovo na Słowacji, spłonął w 1945 r. (obecnie znajduje się tam jego rekonstrukcja).
Młyny pływające działały także w dolnych odcinkach największych dopływów Dunaju, jak Wag, Drawa, Cisa czy Prut. Wincenty Pol w pisanym w połowie XIX w. dziele pt. „Rzut oka na północne stoki Karpat” do istotnych zawad dla żeglugi na Prucie zaliczał (...) młyny pływaki po brzegach jego na przestrzeni średniego biegu. Dłużej utrzymały się młyny pływające również na dopływie Drawy, Murze. Kilka ostatnich takich zabytkowych urządzeń zachowało się do dziś: koło Spielfeld i Bad Radkersburg w Austrii, a także koło słoweńskiej wsi Veržej i chorwackiej Mursko Središče.
W początkach XX w. działały jeszcze również prymitywne młyny pływające na Dniestrze, montowane na tratwach.
Do niedawna katamarany z kołem wodnym były dość powszechnie spotykane wzdłuż wybrzeży Oceanu Indyjskiego.
Statki-młyny istniały również na Wiśle. Flisacy nazywali je „bździelami”. Wspomina o nich m.in. renesansowy poeta Sebastian Klonowic w wydanym w 1595 r. Flisie:„...młyn przybrzeżny na Wiśle zów bzdzielem...” (292) oraz „Nowy sterniku wara tego bzdziela...” (293).  Najwięcej z takich młynów Klonowic sytuuje na odcinku Wisły w rejonie Zakroczymia: „Tu bzdzielów ujzrzysz długą procesyją,/Co się na belchu ze wszystkich stron wiją” (314). W wydaniu "Flisa" Stanisława Węclewskiego (Chełmno 1862) wydawca opatrzył tekst obszernymi przypisami, w których czytamy m.in.:„B z d z i e l, do dziś dnia nad Wisłą znany wyraz. Młynów takich w Prusach już nie ma; w Kongresówce są jeszcze, nawet na tem samem miejscu jak za czasów Klonowicza.” (s. 68) oraz "Młyn wodny właściwie z 3 części się składa: 1) z właściwego młyna, 2) z zawódki (za wodą); jest to łódź pływająca i 3) z koła na wale czyli belchu między młynem i zawódką umieszczonego. Jeden koniec wału w młynie obraca koła i kamienie, a drugi jego koniec spoczywając na zawódce obraca się w małym żłobku.” (s. 74). Pływające młyny na Wiśle w Warszawie przedstawił Canaletto na swym obrazie Widok Warszawy od strony Pragi z 1770 r.